# Mellow Man Ace
Mellow Man Ace, pseudonimo di Ulpiano Sergio Reyes (Pinar del Río, 12 aprile 1967), è un rapper statunitense, nato a Cuba e trasferitosi a Los Angeles assieme alla famiglia all'età di 4 anni.

## Discografia
Album in studio
- 1989 – Escape from Havana
- 1991 – Latin Alliance (con Latin Alliance)
- 1992 – The Brother with Two Tongues
- 2000 – From the Darkness into the Light
- 2004 – Vengo a Cobrar
- 2006 – Ghetto Therapy (con Reyes Bros)
- 2008 – La Familia Vol. 1 (con AAVV)
- 2010 – Restoring Order